# Ursy
Ursy – gmina (fr. commune; niem. Gemeinde) w Szwajcarii, w kantonie Fryburg, w okręgu Glâne. Powstała 1 stycznia 2001 z połączenia gmin Bionnens, Mossel i Vauderens. 1 stycznia 2012 do gminy przyłączono gminę Vuarmarens.

## Demografia
W Ursy mieszka 3486 osób. W 2020 roku 17,7% populacji gminy stanowiły osoby urodzone poza Szwajcarią.